# ベル＝イル＝アン＝メール
ベル＝イル＝アン＝メール （フランス語:Belle-Île-en-Mer、現代ブルトン語ar Gerveur、古ブルトン語：Guedel）は、フランス・モルビアン県に属するブルターニュ沿岸の島。ブルターニュ最大の島である。キブロン半島から14キロメートル沖合に浮かぶ。
島は行政上においては1つのカントン（小郡）を形作っている。島内には以下の4つのコミューンがある。
- バンゴール（Bangor）
- ル・パレ（Le Palais）
- ロクマリア（Locmaria）
- ソーゾン（Sauzon）

## 地理
島は北西から南東にかけ17キロ、幅9キロで、最高地点は40メートルである。海岸はコート・ソヴァージュ（Côte Sauvage）と呼ばれる南西の危険な切り立った断崖と、レ・グラン・サーブル（les Grands Sables）と呼ばれる穏やかな砂浜とに分けられ、北側は航行に適した港がある。島は海洋性気候で、雨が少なく本土よりも冬の気候が温暖である。 
島には2つの主要港がある。ル・パレ港はキブロンとフェリーが往復しており、ソーゾンはキブロン及びロリアンとフェリーが往復している。かつて島は森林で覆われていたが、農業用地として開墾するにつれて失われた。

## 歴史

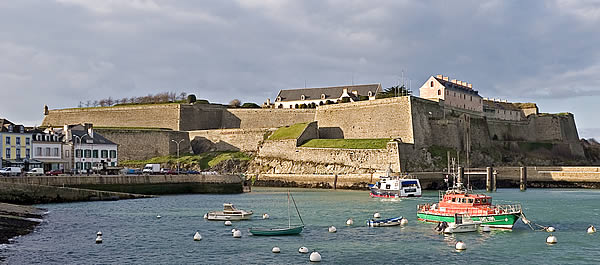
ル・パレにあるヴォーバンの築いた要塞

ベル＝イルは、近隣の島オアやオエディックよりも早く紀元前6世紀には本土から切り離された。青銅器時代から考古学的発見がされ、おそらく航海技術の発達によって当時は島の人口が現在よりも多かったと推測されている。
9世紀、ベル＝イルはコルヌアイユ（ブルターニュ公国の旧地方行政区）に属していた。
島の要塞化は、港を買い付けた大蔵卿ニコラ・フーケの援助を受けたヴォーバンによってされた。
現在の人口の大部分は、かつてフランス領カナダへ植民したものの、イギリスによって追われて帰国した者たちの子孫である。
夏季の人口は劇的にふくれあがる。島という隔絶した環境と砂浜を好む人々が、島にある別荘にやってくるからである。
リリック・アン・メール（Lyrique en mer）とベル・イル・フェスティヴァル（Festival de Belle Ile）は、フランス西部で最も規模の大きなオペラの催しである。1998年、アメリカ人オペラ歌手リチャード・コーワンによって設立され、毎年夏に2つのステージが催される。音楽監督フィリップ・ウォルシュと芸術監督コーワンが統括する。加えて、島にある4つの歴史的な教会で小さなコンサートとマスター・クラスが開催される。リリック・アン・メールには、フランス・実業界から広い援助を受けている。

## 派生作品など
19世紀の作家アレクサンドル・デュマ・ペールの小説『ダルタニャン物語』の第三部『ブラジュロンヌ子爵』で、ベル＝イル=アン=メールが登場する。作中、三銃士の一人ポルトスは、ロクマリア近郊で死ぬ。同作品からストーリーを取り入れて『三銃士』をアニメ化した『アニメ三銃士』でも、作中の最終舞台となる。